# Testosterona (álbum)
Testosterona es el nombre del octavo disco de la banda de rock argentina Bersuit Vergarabat. El disco fue lanzado en el año 2005, editado por la compañía discográfica Universal. En la composición del disco participaron artistas tales como la Mona Jiménez, Andrés Calamaro y el Sindicato Argentino del Hip Hop. Los cortes de difusión fueron "Madre hay una sola", "Sencillamente", "En la Ribera", "Esperando el impacto" (cantada por Daniel Suárez) y "Yo".

## Lista de canciones
| N.º | Título                                                                  | Letras                | Música                         | Duración |  |
| 1.  | «Yo»                                                                    | Juan Subirá           | Pepe Céspedes                  | 3:24     |  |
| 2.  | «Me Duele Festejar»                                                     | Gustavo Cordera       | Cordera/Daniel Suárez/Céspedes | 3:01     |  |
| 3.  | «En la Ribera» (con la participación de La Mona Jiménez)                | Cordera               | Cordera                        | 4:54     |  |
| 4.  | «Sencillamente»                                                         | Cordera/Carlos Martín | Cordera/Céspedes               | 5:33     |  |
| 5.  | «O vas a Misa...» (con la participación de Andrés Calamaro)             | Cordera               | Cordera/Martín/Céspedes        | 3:21     |  |
| 6.  | «Esperando el impacto»                                                  | Oscar Righi           | Righi                          | 3:35     |  |
| 7.  | «Andan Yugando»                                                         | Subirá                | Céspedes                       | 5:18     |  |
| 8.  | «Madre hay una Sola»                                                    | Cordera               | Cordera                        | 4:41     |  |
| 9.  | «Vamo' en la Salud»                                                     | Alberto Verenzuela    | Verenzuela                     | 2:53     |  |
| 10. | «Inundación» (con la participación del Sindicato Argentino del Hip Hop) | Subirá                | Céspedes                       | 4:26     |  |
| 11. | «Barriletes»                                                            | Subirá                | Céspedes                       | 4:49     |  |
| 12. | «La Flor de mis Heridas»                                                | Subirá                | Cordera                        | 4:19     |  |
| 13. | «Y Llegará la Paz»                                                      | Cordera               | Céspedes                       | 4:43     |  |

## Videoclips
- «Yo»
- «En La Ribera»
- «Sencillamente»
- «Esperando El Impacto»
- «Madre hay una Sola»

## Músicos
- Gustavo Cordera: Voz
- Daniel Suárez: Coros
- Germán Sbarbati: Coros
- Juan Subirá: Teclados y voz
- Alberto Verenzuela: Guitarra y voz
- Oscar Righi: Guitarra
- Pepe Céspedes: Bajo
- Carlos Martín: Batería

- Datos: Q7705934